# Erik Erland Ullman
Erik Erland Ullman, född den 18 september 1749, död den 18 juni 1821, var en svensk präst och författare, son till kyrkoherden i Torps socken Uddo Ullman och Sara Maria Nordberg, farfars bror till biskop Uddo Lechard Ullman.
Erik Erland Ullman blev student vid Uppsala universitet 1768 och prästvigd 1770, och tillträdde en befattning som huspredikant hos landshövding Johan Abraham Hamilton. 1776 förordnades han till extra ordinarie bataljonspredikant vid livregementet till häst.
1782 blev han kyrkoherde i sin födelsesocken Torp och utnämndes till hedersprost samt befordrades slutligen 1809 till kyrkoherde i Eds socken, varpå han 1811 utnämndes till prost över Västra Dals kontrakt.
Erik Erland Ullman var en av Sveriges första romanförfattare. Romanerna, som utgavs anonymt, är mest att likna vid rövarromaner, men väl värda att beaktas, då det vid den här tiden i Sverige knappast fanns någon romankonst att tala om. Ullman utgav även en veckotidskrift, Mörksens tidningar, som upphörde efter några nummer, och översatte tre franska noveller till svenska.